# Pyongan du Sud
Le Pyongan du Sud (en coréen : 평안남도, /pʰjʌŋ.ɐn.nɐm.do/) est une province de la Corée du Nord, située au centre-ouest du pays. Sa capitale est la ville de Pyongsong. Avec une population de plus de quatre millions d'habitants, il s'agit de la province la plus peuplée du pays.

## Histoire

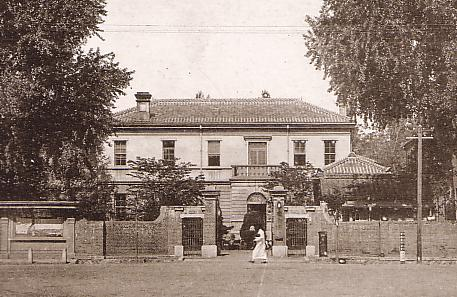
Les bureaux de la préfecture à l'époque japonaise

Le Pyongan a été formé en 1413. Il tirait son nom de ses deux villes principales, Pyongyang et Anju. Le Pyongan du Sud est né à la suite de la partition de 1896, sa capitale était alors Pyongyang. Cette dernière en est détachée depuis 1946 formant une ville administrée directement (chikhalsi). De même, Nampho a possédé le statut de chikhalsi à partir de 1980 mais a été réintégrée dans le Pyongan du Sud en 2004.

## Géographie

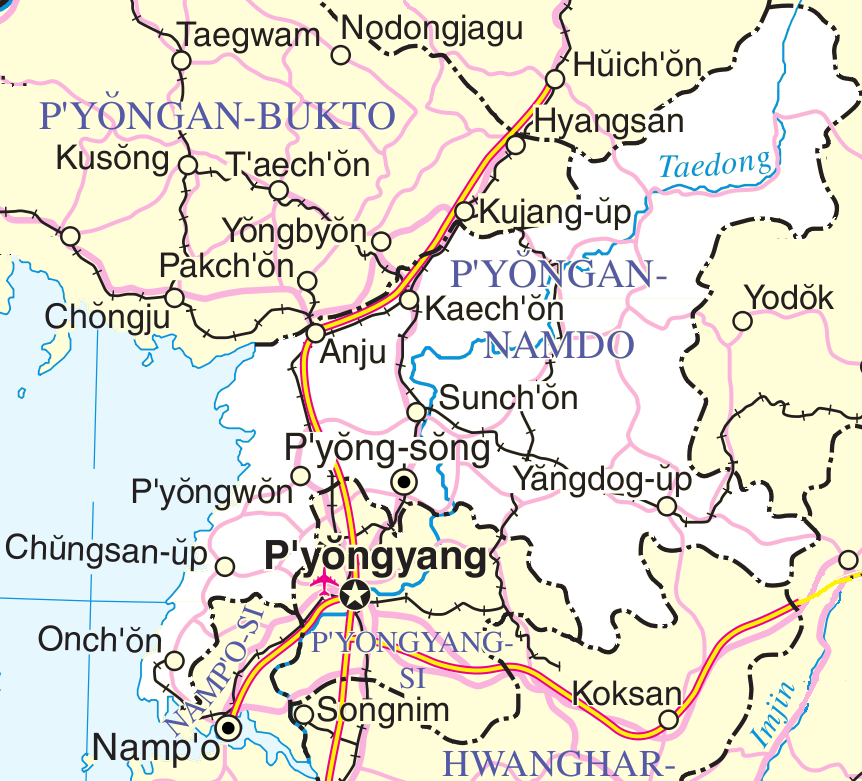
Carte détaillé de la province du Pyongan du Sud (Corée du Nord)

Le Pyongan du Sud est situé au centre du pays et a une frontière commune avec presque toutes les provinces de la Corée du Nord. Il entoure la ville de Pyongyang sur trois côtés. Sur le côté sud, il est également limitrophe du Hwanghae du Nord. À l'est, il touche au Kangwon et au Hamgyong du Sud. Au nord, c'est le Jagang et le Phyongan du Nord. Sa côte occidentale s'étend le long de la mer Jaune. Des polders ont été construits, celui de Kumsong couvre 33 km2. À Nampho, l'estuaire du Taedong (439 km) est barré par un barrage de 15 km construit entre 1981 et 1986. La province recouvre la plus grande partie du bassin du Taedong.

## Divisions administratives
Le Pyongan du Sud est peuplé de 4 051 696 habitants, ce qui en fait la province la plus peuplée de Corée du Nord. Avec 329 hab/km2, le Pyongan du Sud est également la province la plus densément peuplée du pays. Il regroupe une ville spéciale (teukbyeolsi), 5 villes (si), 19 arrondissements (gun) et 3 districts (1 gu et 2 chigu). Les chiffres de population donnés sont ceux du recensement de 2008 : 

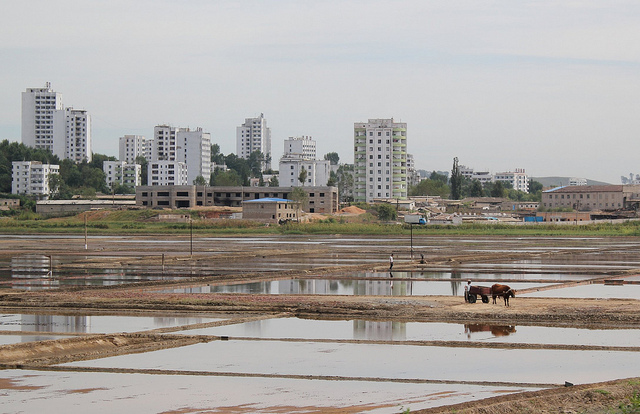
Les marais salants de Nampho

- Nampho (남포, 366 815 habitants)
Ville spéciale réintégrée en 2004. Initialement un petit village de pêcheurs, elle a été ouverte au commerce étranger en 1897. Depuis, elle sert de port pour la région de la capitale et s'est fortement industrialisée. Elle abrite le siège de Pyonghwa Motors.

- Kaechon (개천, 319 554 hab. sur 738 km2)
Ancien arrondissement surclassé en ville en aout 1990. Située au pied des monts Myohyang, 61 % de son territoire est couvert par les forêts. On y trouve un temple bouddhiste (Taeripsa), des forteresses (Changhamsŏng, T'osŏng, et Kosasansŏng), des dolmens, des grottes et pour les prisonniers politiques, le centre de rétention n° 14 et le centre de rééducation n° 1.

- Sunchon (순천, 297 317 hab. sur 368 km2)
Ville depuis octobre 1983, riche en industrie dont une usine de combustible nucléaire.

- Pyongsong (평성, 284 386 hab.) 
C'est la capitale provinciale et un centre scientifique et universitaire ; elle a obtenu le statut de ville en décembre 1969.

- Anju (안주, 240 117 hab. sur 359 km2)
Ville depuis aout 1987. Sur le fleuve Cheongcheon (217 km) près de son embouchure, elle est célèbre pour son château, le site du temple de Chilryol et le pavillon de Paeksang. Son territoire culmine sur le Madusan (536 m).

- Tokchon (덕천, 237 133 hab. sur 691 km2)
Ville depuis juin 1986, c'est là que se trouve la première usine de construction automobile du pays, la fabrique de moteurs Sungri.

### Arrondissements et districts
| - Unsan-gun (은산군, 206 407 hab.) - Kangso-gun (강서군, 191 356 hab.) - Phyongwon-gun (평원군, 179 492 hab.) - Sukchon-gun (숙천군, 178 509 hab.) - Onchon-gun (온천군, 149 851 hab.) - Songchon-gun (성천군, 149 809 hab.) - Mundok-gun (문덕군, 147 191 hab.) - Pukchang-gun (북창군, 139 498 hab.) | - Chollima-gun (천리마군, 139 489 hab.) - Taedong-gun (대동군, 129 761 hab.) - Jungsan-gun (증산군, 113 613 hab.) - Hoechang-gun (회창군, 89 959 hab.) - Taean-gun (대안군, 77 219 hab.) - Chongnam-gu (청남구, 73 290 hab.) - Yangdok-gun (양덕군, 61 355 hab.) | - Sinyang-gun (신양군, 59 115 hab.) - Ryonggang-gun (룡강군, 58 930 hab.) - Tukchang-jigu (득장지구, 50 033 hab.) - Maengsan-gun (맹산군, 48 155 hab.) - Taehung-gun (대흥군, 32 915 hab.) - Nyongwon-gun (녕원군, 30 427 hab.) - Ungok-jigu (운곡지구, créé en 1997 à partir de Anju) |

Les arrondissements de Chollima, Kangso, Ryonggang et Taean ont été fusionnés avec la ville de Nampho en 2004.

## Patrimoine

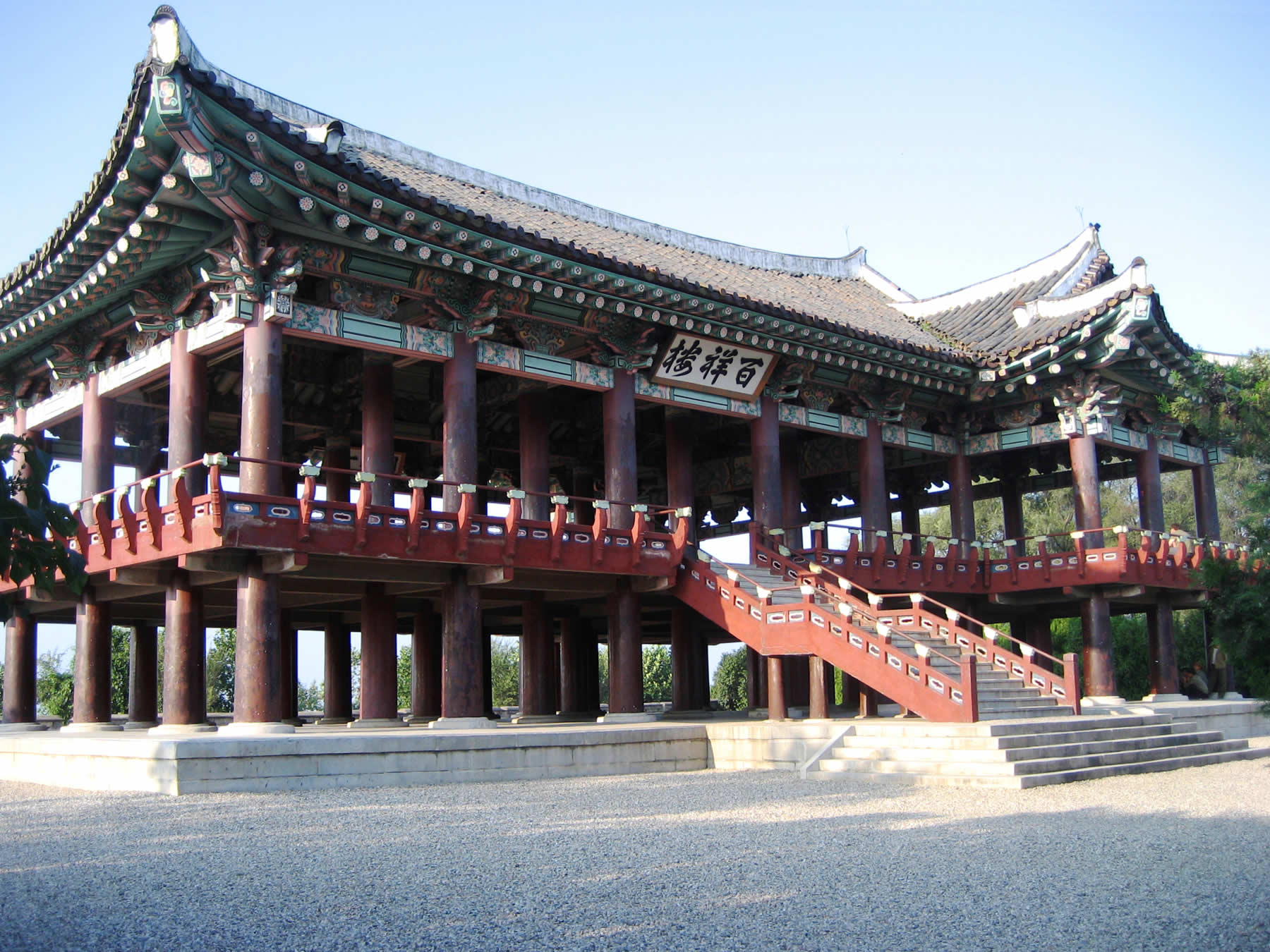
Le pavillon de Paeksang à Anju, trésor national no 34

La province abrite 16 trésors nationaux, en particulier des tombes royales datant du royaume de Goguryeo (-37 – 668) dont la capitale était Pyongyang à partir de 427. Remarquables par leurs peintures murales, elles sont une source considérable sur la vie quotidienne de cette époque. Anguksa, un temple bouddhiste situé à Pyongsong et fondé en 503, date aussi du royaume de Goguryeo.
Le musée de la révolution coréenne se trouve à Phyongsong. Cette ville abrite également depuis octobre 2005 la maison de l'éducation des classes. Elle est divisée en quatre départements : l'un pour l'éducation antiaméricaine, le deuxième pour l'éducation antijaponaise, le troisième pour l'éducation contre l'exploitation et le quatrième pour la foi. Elle montre les atrocités commises par ces pays alors qu'ils occupaient le nord de la Corée, en particulier le massacre par les États-Unis de 11 600 innocents à Kangso et du tiers de la population de Susan-myeon.
Une autre attraction touristique majeure est la grotte de Songam située près de Kaechon. Elle est constituée de 17 salles remplies de formations karstiques.